# Charles Savary
Pour les articles homonymes, voir Savary.
Charles Savary, né le 21 septembre 1845 à Coutances, mort le 9 septembre 1889 à Ottawa (Canada), est un avocat, docteur en droit et homme politique français.

## Biographie
- Sous-préfet d'Avranches en 1870[1].
- Sous-secrétaire d'État  à la présidence du Conseil et à la Justice du 18 décembre 1877 au 3 février 1879 dans le Gouvernement Jules Dufaure (5)
- Député de la Manche (1871-1883)
- Son fils Robert Savary (1882-1935) a été pilote et constructeur d’avions, pionnier de l’aviation.

Il lui fut reproché d'avoir fait échouer la restauration de la royauté en 1873. En effet, il déforma les propos qu'avait tenus le comte de Chambord lors de son entrevue avec Chesnelong dans le procès-verbal qu'il fit pour le compte des députés du centre droit peu avant le vote devant restaurer la monarchie. Dans ce procès-verbal, il affirmait que le comte de Chambord saluerait « avec bonheur » le drapeau tricolore à son entrée en France. Le compte-rendu de Savary fut comparé à la dépêche d'Ems par ceux qui pensèrent qu'elle visait précisément à provoquer une réaction du comte de Chambord pour faire échouer la restauration. 
Du fait de la déformation des paroles du comte de Chambord par Charles Savary, certains journaux vont jusqu'à dire que le comte de Chambord s'est définitivement rallié au tricolore. Ne voulant pas être lié, le prétendant décide alors de démentir cette interprétation dans une Lettre à Chesnelong du 27 octobre 1873, qu'il fait publier dans le journal légitimiste L'Union, ce qui empêchera le vote de la restauration. 
Le centre droit protestera contre Charles Savary, certifiant que celui-ci avait agi seul, par arrivisme ou par bêtise. La suite de sa vie semble conforter cette thèse puisque dix ans plus tard il sera compromis dans plusieurs affaires, dont la faillite frauduleuse de la banque de Rhône-et-Loire, et condamné à cinq ans de prisons pour faux et usages de faux en écritures.
Élu député en 1876, siégeant au centre-gauche, il est en mai 1877 l'un des signataires du manifeste des 363. Il est réélu en octobre 1877, puis en 1881.